# Nino Defilippis

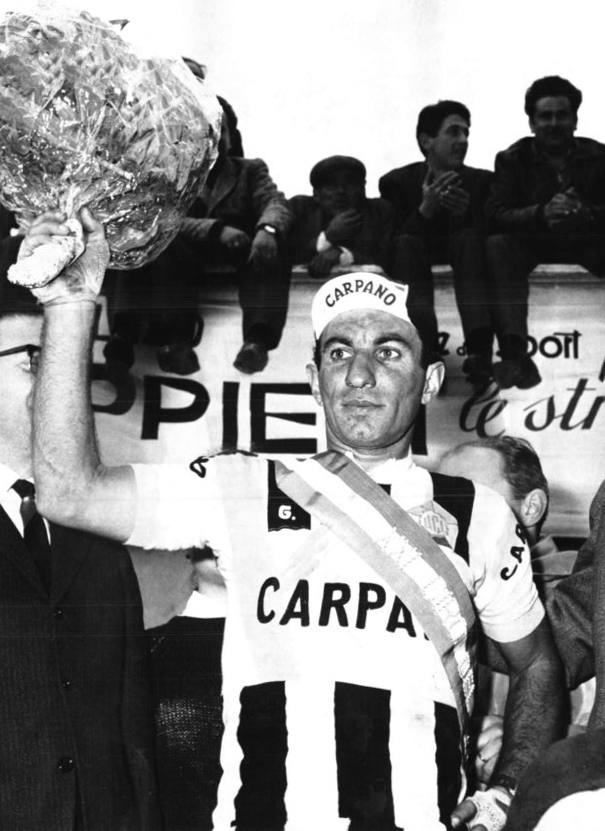
Nino Defilippis (1950)

Nino Defilippis (* 21. März 1932 in Turin, Italien; † 13. Juli 2010 ebenda) war ein italienischer Profi-Radrennfahrer.
Als Amateur gewann er 1951 den nationalen Titel im Mannschaftszeitfahren. Defilippis begann seine Profikarriere 1952 beim italienischen Team Legnano. Bereits in seinem ersten Jahr als Profi konnte er eine Etappe beim Giro d’Italia für sich entscheiden und fuhr zwei Tage im Rosa Trikot. In den Folgejahren gewann er mehrere Etappen bei der Tour de France und der Vuelta a España, 1958 den Klassiker Giro di Lombardia. Er wurde zweimal Italienischer Meister und schließlich 1961 Vizeweltmeister im Straßenrennen. 1961 wurde er Zweiter in der Flandern-Rundfahrt. Im Jahr 1964 beendete Defilippis seine aktive Profi-Karriere.

## Erfolge
| 1952 - eine Etappe Giro d’Italia - Trofeo Baracchi mit Giancarlo Astrua 1953 - Tre Valli Varesine 1954 - eine Etappe Giro d’Italia - Giro dell’Emilia - Giro del Piemonte 1955 - zwei Etappen Giro d’Italia 1956 - eine Etappe und Bergwertung Vuelta a España - drei Etappen Tour de France 1957 - zwei Etappen Tour de France | 1958 - eine Etappe Paris–Nizza - eine Etappe Tour de Suisse - drei Etappen Tour de l’Ouest - Giro del Lazio - Giro del Piemonte - Giro di Lombardia 1959 - eine Etappe Giro di Sardegna 1960 - eine Etappe Giro di Sardegna - zwei Etappen Tour de France - Tre Valli Varesine / Italienischer Meister – Straßenrennen 1961 - Giro del Veneto - Vize-Weltmeister – Straßenrennen 1962 - Giro del Lazio - Italienischer Meister – Straßenrennen - eine Etappe Vuelta a España - München–Zürich |

## Teams
- 1952–1953 Legnano
- 1953 Legnano
- 1954 Torpado
- 1955–1956 Bianchi
- 1957–1961 Carpano
- 1961 I.B.A.C